# 49e brigade d'infanterie (France)
Pour les articles homonymes, voir 49e brigade.
Cet article court présente un sujet plus développé dans : 25e et 120e division d'infanterie.
La 49e brigade d'infanterie est une unité militaire française de la Première Guerre mondiale. Créée en septembre 1873, elle est rattachée initialement à la 25e division d'infanterie. Engagée avec sa division dans la Première Guerre mondiale, elle passe en juin 1915 à la 120e division d'infanterie, jusqu'à sa dissolution en décembre 1916.

## Rattachement
- La brigade est créée par le décret du 28 septembre 1873 et fait partie de la 25e division d'infanterie[1].
- La brigade est mobilisée avec la 25e DI en août 1914[2].
- Le 18 juin 1915, la 120e division d'infanterie forme, avec la 303e brigade, la 120e DI[3], par ordre du 8 juin 1915[4].
- En décembre 1916, les deux brigades de la 120e DI sont dissoutes et leurs unités versées dans l'infanterie divisionnaire[4].

## Historique

### Avant 1914
La brigade est d'abord en garnison à Lyon (1874-1881),, puis à Saint-Étienne,, avant de revenir à Lyon (1885-1886),. La brigade revient à Saint-Étienne à partir de 1887.
En 1914, la brigade est toujours à Saint-Étienne.

### Première Guerre mondiale
La brigade combat avec la 25e DI à partir d'août 1914. Cependant, alors que la division tient, à partir du 25 septembre 1914, le secteur vers Lassigny et Beuvraignes, la 49e brigade occupe le secteur de Ribécourt et Thiescourt du  25 septembre 1914 au 9 novembre 1914 et du  12 novembre 1914 au 18 juin 1915. La brigade continue, avec la 303e brigade de la 120e DI, d'occuper ce secteur à Ribécourt et le Plémont jusqu'au 2 novembre 1915.

## Composition
Initialement, la brigade est constituée du 16e régiment d'infanterie de ligne et du 38e régiment d'infanterie de ligne et a toujours cette composition en juillet 1914.
À la mobilisation, la brigade est constituée avec les 38e et 86e régiments d'infanterie et garde cette organisation jusqu'à sa dissolution finale en décembre 1916,.